# Рябченко Сергій Михайлович
Рябченко Сергій Михайлович (22 жовтня 1940) — український фізик, доктор фізико-математичних наук, професор, член-кореспондент НАН України, Заслужений діяч науки і техніки України (1997), завідувач відділу фізики магнітних явищ Інституту фізики НАН України, лауреат Державної премії України; народний депутат СРСР (1989–1991 рр.), перший голова Комітету по науково-технічному прогресу Кабінету Міністрів України, згодом — голова Державного комітету України з питань науки і технологій (1991–1995 рр.) 

## Біографічні відомості
Сергій Михайлович Рябченко народився 22 жовтня 1940 р. в м. Дніпропетровськ, у сім'ї Рябченка Михайла Івановича, інженера-будівельника, та Рябченко Єлизавети Василівни, вчителя математики.
Закінчив фізичний факультет Дніпропетровського державного університету (1962 р.) і в 1963 р. вступив, а в 1966 р. закінчив аспірантуру в Інституті фізики НАН України. Науковий керівник — академік АН України А. Ф. Прихотько. В 1968 р. захистив кандидатську дисертацію з досліджень спін-спінових взаємодій у кристалах методом електронного парамагнітного резонансу. 1977 р. захистив докторську дисертацію з досліджень магнітних резонансів в квазідвовимірних кристалах.
У 1966-67 рр. ним, разом із співробітниками його наукової групи, було вперше виявлене та пояснене гігантське спінове розщеплення екситонних спектрів у магнітозмішаних (розбавлених магнітних) напівпровідниках. У 1987 р. присвоєне звання професора. У 1991 р. С. М. Рябченку у складі авторської групи була присуджена Державна премія України за цикл робіт з виявлення та дослідження нових типів резонансів структур і магнітопружних аномалій у низьковимірних антиферомагнетиках. 1992 р. обраний член-кореспондентом НАН України зі спеціальності «фізика магнітних явищ». У 1997 р. Сергію Михайловичу було присуджене звання «Заслужений діяч науки і техніки України». Починаючи від 1985 р. і донині Сергій Михайлович читає спецкурси (за сумісництвом) на радіофізичному факультеті Київського університету ім. Т.Шевченка.
В 1989 р. С. М. Рябченко був обраний народним депутатом СРСР по Московському виборчому округу м. Києва, а далі, увійшов до складу Міжрегіональної групи. Він був заступником голови Комітету Верховної Ради СРСР з науки і технологій. В 1991 р. він став першим головою Комітету по науково-технічному прогресу Кабінету Міністрів України, згодом — головою Державного комітету України з питань науки і технологій. З 1995 р. повернувся в Інститут фізики НАН України, де і донині працює завідувачем відділу фізики магнітних явищ.

## Наукова спеціалізація
Головні напрямки: експериментальні дослідження в галузі фізики твердого тіла, магнітних явищ у твердих тілах, магнітні резонанси, магнітні властивості надпровідників, магнітооптика, нанофізика. Інші напрямки: певні теоретичні дослідження у цих самих галузях. Поточні дослідницькі інтереси: магніто-оптичні дослідження напівпровідникових квантово-розмірних структур на базі розчинених магнітних напівпровідників (експеримент і теорія), магнітні властивості магнітних наночасток і наноструктур, магнітні властивості високотемпературних надпровідників.

## Премії, почесні звання, членство у наукових товариствах, гранти
- 1992 р. Лауреат Державної премії України в галузі науки і техніки (1991);
- Звання "Заслужений діяч науки і техніки України" від 1997 р.
- Почесна грамота Верховної ради України "За особливі заслуги перед українським народом"  присуджена у 2006 р.
- 1992 р. обраний членом-кореспондентом НАН України;
- З 1992 р. член Українського фізичного товариства,
- 1998–2002 рр. — президент Українського фізичного товариства;
- 1996–2002 рр. — член Американського фізичного товариства;
- З 1999 р. член Британського фізичного товариства (Institute of Physics (UK));
- З 1994 по 2006 р. учасник 4-х грантів ІНТАС (у 2-х керівник київської команди);
- У 1996 р. керівник київської команди за грантом CRDF;
- Учасник грантів НАТО, грантів за міждержавним науковим співробітництвом України з Францією, Польщею, учасник (у декількох випадках керівник) грантів Державного фонду фундаментальних досліджень України.
- Відзначений відомчими нагородами НАНУ: "За наукові досягнення"  і "За підготовку наукової зміни", відомчою нагородою "Державного фонду фундаментальних досліджень України "За вклад в науку". [2]

## Публікації
Сергій Михайлович є автором та співавтором більше 170 наукових статей у фахових наукових виданнях, доповідачем, у тому числі запрошеним, на ряді українських і міжнародних конференцій. Він є одним з редакторів з питань фізики конденсованого стану Центрально-Європейського
фізичного журналу, членом редколегії Українського фізичного журналу, залучається рецензентом для ряду українських і зарубіжних фізичних журналів.

### Список вибраних недавніх публікацій
- B. Koenig I.A.Merkulov D.R.Yakovlev W.Ossau . S.M.Ryabchenko, M. Kutrowski, T.Wojtowicz, G.Karczewski, and J. Kossut, «Energy transfer from photocarriers into the magnetic ion system mediated by a two-dimensional electron gas in (Cd,Mn)Te/(Cd,Mg)Te quantum wells», Phys.Rev.B, v.61, 16870 (2000);
- S.M.Ryabchenko, Yu.G.Semenov, A.V.Komarov, T. Wojtowicz, G.Cywiński, J.Kossut, «Optical polarization anisotropy of quantum wells induced by a cubic anisotropy of the host material», Physica E: Low-dimensional Systems and Nanostructures, v.13, 24 (2002);
- S.M.Ryabchenko, Yu.V.Fedotov, E.A. Pashitskii, A.V. Semenov, V.I. Vakaryuk, V.S. Flis, V.M.Pan, «Magnetic field dependence of critical current density for thin epitaxial HTS YBa2Cu3O7-δ films with low-angle dislocation domain boundaries», Physica C, v.372-376, 1091 (2002);
- Y. G. Semenov, S.M.Ryabchenko, «Effects of photoluminescence polarization in semiconductor quantum wells subjected to an in-plane magnetic field», Phys. Rev. B, v.68, p. 045322 (2003);
- D. L. Lyfar, S.M.Ryabchenko, V. N. Krivoruchko, S. I. Khartsev, A. M. Grishin, «Microwave absorption in a thin La0.7Sr0.3MnO3 film: Manifestation of colossal magnetoresistance», Phys. Rev. B, v.69, 100409(R) (2004);
- V. E. Koronovskyy, S. M. Ryabchenko, V. F. Kovalenko, «Electromagneto-optical effects on local areas of a ferrite-garnet film», Phys. Rev. B, v.71, 172402 (2005);
- O.V. Bondar, V.M.Kalita, A.F.Lozenko, D.L.Lyfar, S.M. Ryabchenko, P.O. Trotsenko, I.A.Danilenko, «Studies of magnetostatic and magnetoresonance properties of La Sr MnO nanopowders», Ukr. J. Phys., v.50, 823 (2005);
- V.M.Kalita, A.F.Lozenko, S.M.Ryabchenko, P.O.Trotsenko, O.V.Shypil, A.M.Pogorilyj, «Wide temperature range study of multilayer Fe/Au/Tb films», J. Appl. Phys. v. 99, 08C904 (2006);
- A.I. Tovstolytkin, A.M. Pogorily, D.I. Podyalovskii, V.M. Kalita, A.F. Lozenko, P.O. Trotsenko, S.M. Ryabchenko, A.G. Belous, O.I. V'yunov, O.Z. Yanchevskii, "Vacancy-induced enhancement of magnetic interactions in «Ca, Na…-doped lanthanum manganites», J. Appl. Phys., v.102, 063902 (2007);
- A. A. Timopheev, V. M. Kalita, and S. M. Ryabchenko "Simulation of the magnetization reversal of an ensemble of single-domain particles in measurements with a continuous sweep of the magnetic field or temperature " Low Temp. Phys. v. 34, 446 (2008)
- V. Yu. Ivanov, M. Godlewski, D. R. Yakovlev, M. K. Kneip, M. Bayer, S. M. Ryabchenko, A. Waag, «Optically detected magnetic resonance in (Zn,Mn)Se/(Zn,Be)Se quantum wells», Phys. Rev. B, v.78, 085322 (2008);